# أتشكوه
آتشكوه (بالفارسية: آتشکوه) هي جبل تقع في إيران في مقاطعة باقرآباد. يقدر عدد سكانها بـ 23 نسمة.